# Bekken Groepen
| Maan-tijdschaal | Maan-tijdschaal | Maan-tijdschaal   |
| Periode         | Epoche          | Tijd geleden (Ma) |
| --------------- | --------------- | ----------------- |
| Copernicum      | Copernicum      | heden - 1100      |
| Eratosthenium   | Eratosthenium   | 1100 - 3200       |
| Imbrium         | Laat            | 3200 - 3800       |
| Imbrium         | Vroeg           | 3800 - 3850       |
| Nectarium       | Nectarium       | 3850 - 3920       |
| Prenectarium    | Bekken Groepen  | 3850 - 4150       |
| Prenectarium    | Crypticum       | 4150 - 4567       |

Het geologisch tijdvak Bekken Groepen 1-9 (Engels: Basin Groups) is een onofficiële indeling in de geologische tijdschaal van de Maan. De Bekken Groepen duurden ongeveer van 4150 Ma tot 3850 Ga, schattingen van de ouderdom van de grenzen lopen uiteen. Na/op de Bekken Groepen volgt de periode Nectarium.
Soms worden de Bekken Groepen ook gebruikt als een tijdseenheid in de tijdschaal van de Aarde als onderdeel van het Hadeïcum, maar omdat van deze ouderdom geen gesteenten bewaard zijn gebleven wordt ook een dergelijke indeling niet officieel door de IRC erkend.